# Sanasar Oganisian
Sanasar Oganisian (Moscú, Unión Soviética, 5 de febrero de 1960) es un deportista soviético retirado especialista en lucha libre olímpica donde llegó a ser campeón olímpico en Moscú 1980.

## Carrera deportiva
En los Juegos Olímpicos de 1980 celebrados en Moscú ganó la medalla de oro en lucha libre olímpica de pesos de hasta 90 kg, por delante del luchador alemán Uwe Neupert (plata) y del Aleksander Cichoń (bronce).